# 比尔·本顿
比尔·W·本顿（英語：Bill W. Benton）为一位美国音频工程师。他获得过1次奥斯卡最佳音响效果奖，并获得过2次提名。自1980年起他参与制作过110多部电影。

## 精选影视作品
雷茨获得过1次奥斯卡金像奖，并得到2次提名。
获奖：
- 《与狼共舞》 (1990)[1]

提名：
- 《杰罗尼莫-印第安之鹰（英语：Geronimo: An American Legend）》 (1993)[2]
- 《独立日》 (1996)[3]